# Bifurcia curvata
Bifurcia curvata är en spindelart som först beskrevs av Yu-hua Sha och Zhu 1987.  Bifurcia curvata ingår i släktet Bifurcia och familjen täckvävarspindlar. Inga underarter finns listade.